# Ranchos de Taos
Ranchos de Taos es un lugar designado por el censo ubicado en el condado de Taos en el estado estadounidense de Nuevo México. En el Censo de 2010 tenía una población de 2518 habitantes y una densidad poblacional de 268,34 personas por km².

## Geografía
Ranchos de Taos se encuentra ubicado en las coordenadas 36°21′44″N 105°36′4″O / 36.36222, -105.60111. Según la Oficina del Censo de los Estados Unidos, Ranchos de Taos tiene una superficie total de 9.38 km², de la cual 9.38 km² corresponden a tierra firme y (0%) 0 km² es agua.

## Demografía
Según el censo de 2010, había 2518 personas residiendo en Ranchos de Taos. La densidad de población era de 268,34 hab./km². De los 2518 habitantes, Ranchos de Taos estaba compuesto por el 64.18% blancos, el 0.71% eran afroamericanos, el 1.91% eran amerindios, el 0.32% eran asiáticos, el 0% eran isleños del Pacífico, el 26.81% eran de otras razas y el 6.08% pertenecían a dos o más razas. Del total de la población el 70.33% eran hispanos o latinos de cualquier raza.